# Arcadia (Kansas)
Arcadia – miasto położone w hrabstwie Crawford.